# An toàn và sức khỏe nghề nghiệp

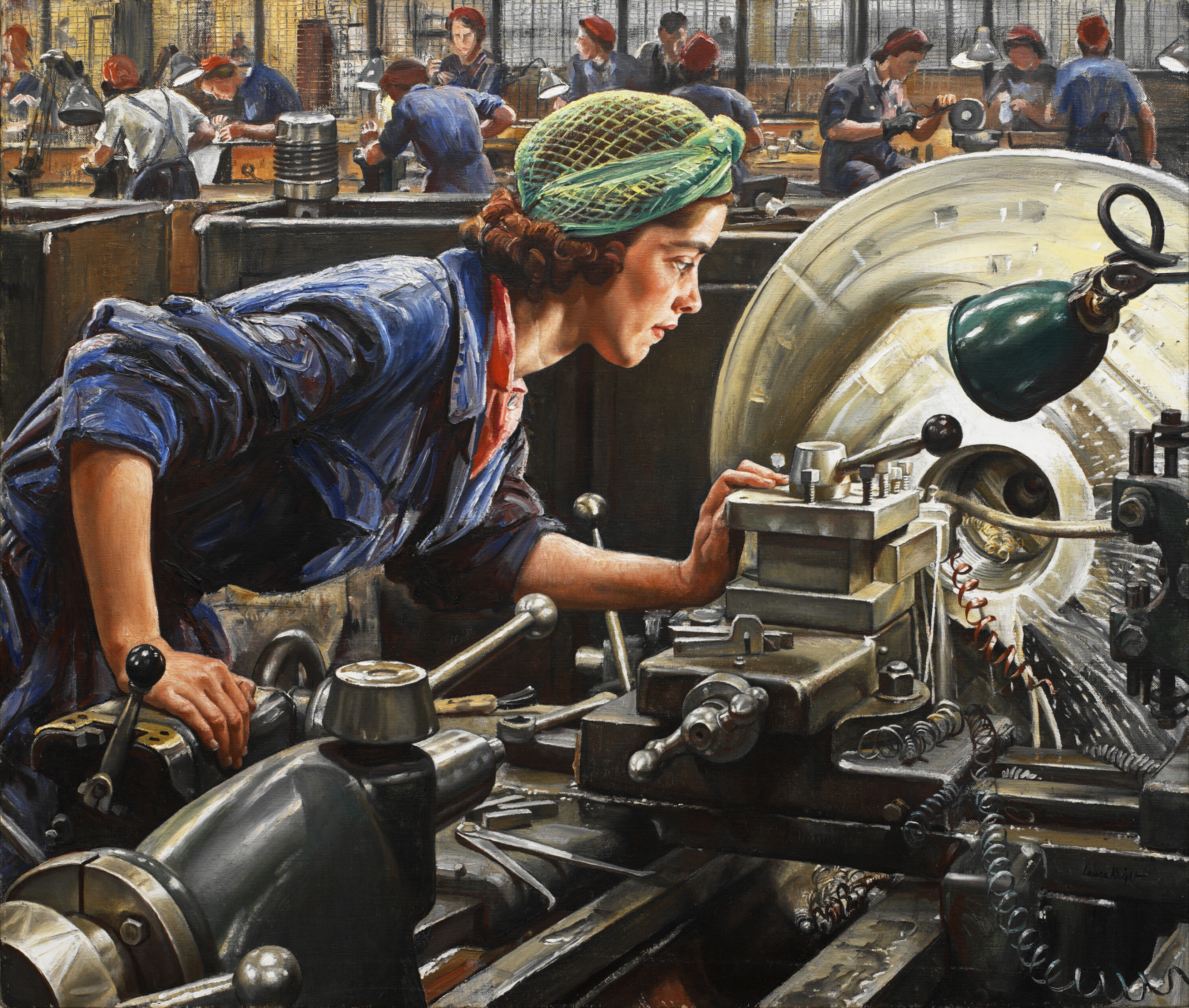
Bức tranh mô tả một người phụ nữ đang kiểm tra công việc của mình trên máy tiện tại một nhà máy ở Anh trong Thế chiến II. Đôi mắt cô vẫn không được bảo vệ. Ngày nay, lao động như vậy sẽ không được phép ở các nước công nghiệp phát triển nhất mà phải cần tuân thủ các tiêu chuẩn về sức khỏe và an toàn lao động cho công nhân. Tuy nhiên, ở nhiều quốc gia khác các tiêu chuẩn như vậy vẫn còn chưa được thực hành tốt hoặc chưa có một tiêu chuẩn an toàn nào cả.

An toàn và vệ sinh lao động ( viết tắt :ATVSLĐ), trước còn gọi là Bảo hộ lao động, tiếng Anh : occupational safety and health (OSH) hay occupational health and safety (OHS) hoặc workplace health and safety (WHS) là một lĩnh vực liên quan đến an toàn, sức khỏe và phúc lợi người tham gia vào công việc hoặc việc làm. Tổng hợp tất cả các hoạt động trên các mặt luật pháp, tổ chức, hành chính, kinh tế, xã hội, khoa học kỹ thuật... nhằm mục tiêu là thúc đẩy một môi trường làm việc an toàn và lành mạnh như cải thiện điều kiện lao động, ngăn ngừa tai nạn lao động, đảm bảo an toàn sức khoẻ cho người lao động.  ATVSLĐ cũng có thể bảo vệ đồng nghiệp, các thành viên gia đình, người sử dụng lao động, khách hàng và nhiều người khác có thể bị ảnh hưởng bởi môi trường làm việc.
Bảo hộ lao động là một môn khoa học về an toàn và vệ sinh lao động, an toàn phòng chống cháy nổ (tức là các mặt về an toàn và vệ sinh môi trường lao động). Cụ thể, bảo hộ lao động nghiên cứu nguyên nhân và tìm các giải pháp phòng ngừa: tai nạn lao động, bệnh nghề nghiệp, các yếu tố gây độc hại trong lao động, sự cố cháy nổ trong sản xuất; đồng thời tìm giải pháp đảo bảo sức khỏe và an toàn tính mạng cho người lao động.

## Nội dung
Nội dung chủ yếu của bảo hộ lao động là an toàn lao động, vệ sinh lao động. Bởi vậy, trong nhiều trường hợp người ta dùng cụm từ "an toàn và vệ sinh lao động" để chỉ công tác Bảo hộ lao động. Trong trường hợp nói đến Bảo hộ lao động, chúng ta hiểu đó là bao gồm cả an toàn lao động, vệ sinh lao động và cả những vấn đề về chính sách đối với người lao động như: vấn đề lao động và nghỉ ngơi, vấn đề lao động nữ, vấn đề bồi dưỡng độc hại.
Bảo hộ lao động gồm 4 phần: 
- Pháp luật bảo hộ lao động
- Vệ sinh lao động
- Kỹ thuật an toàn (tiếng Anh: Safety engineering)
- Kỹ thuật phòng chống cháy nổ (tiếng Anh: Fire protection hay Fire safety)

## Các khái niệm chung về môi trường lao động

### Điều kiện lao động
Trong hoạt động sản xuất, người lao động phải làm việc trong một điệu kiện nhất định, gọi chung là điều kiện lao động.
Điều kiện lao động là tổng thể các yếu tố về tự nhiên, xã hội, kinh tế được biểu hiện thông qua các công cụ và phương tiện lao động, đối tượng lao động, quá trình công nghệ, môi trường lao động và sự sắp xếp, bố trí chúng trong không gian và thời gian, sự tác động qua lại của chúng trong mối quan hệ với người lao động tại chỗ làm việc, tạo nên một điều kiện nhất định cho con người trong quá trình lao động. Tình trạng tâm sinh lý của NLĐ trong khi lao động tại chỗ làm việc cũng được coi như một yếu tố gắn liền mới điều kiên lao động.
Việc đánh giá, phân tích điều kiện lao động cần phải tiến hành đồng thời trong mối quan hệ tác động qua lại của các yếu tố nói trên và sự ảnh hưởng, tác động của chúng đến người lao động như thế nào? Từ đó mới có thể có được những kết luận chính về điều kiện lao động ở cơ sở đó và có các biện pháp phù hợp nhằm cải thiện điều kiện lao động, bảo vệ sức khoẻ người lao động.

### Tai nạn lao động
Là tai nạn xảy ra trong quá trình lao động do kết quả của sự tác động đột ngột từ bên ngoài của các yếu tố nguy hiểm có thể gây chết người hoặc làm tổn thương hoặc làm phá huỷ chức năng hoạt động bình thường của một bộ phận nào đó trên cơ thể.
Khi người lao động bị nhiễm độc đột ngột một lượng lớn chất độc gây chết người hoặc huỷ hoại chức năng hoạt động của một bộ phận cơ thể (nhiễm độc cấp tính) cũng được coi là tai nạn lao động.
Tai nạn lao động được chia làm 3 loại :	 Tai nạn lao động chết người, Tai nạn lao động nặng, Tai nạn lao động nhẹ.
Để đánh giá tình trạng tai nạn lao động, người ta sử dụng hệ số tai nạn lao động Ktn:
{\displaystyle {\begin{aligned}K_{tn}=K_{ts}K_{n}={(1000S) \over N_{1}}*K_{n}={(1000S) \over N_{1}}*{D \over S}\end{aligned}}}
Trong đó:
- S: Số người bị tai nạn.
- N1: Số người lao động bình quân làm việc hàng ngày tại cơ sở sản xuất (trong thời gian khảo sát, thường là trong 1 năm).
- Kts: là hệ số tần suất tai nạn lao động (đo lường về lượng xảy ra tai nạn), là số tai nạn lao động tính trên 1000 người (hay số người bị tai nạn theo tỷ lệ phần nghìn).
- D: là tổng cộng toàn bộ số ngày buộc phải nghỉ do tai nạn lao động gây ra cho người lao động bị tai nạn, tính gộp với mọi lao động bị tai nạn, trong thời gian khảo sát (thường là năm).
- Kn: là hệ số mức độ nặng nhẹ của tai nạn (chỉ kể đến trường hợp tai nạn gây ra nghỉ việc tạm thời, không xét đến trường hợp tai nạn gây ra mất sức lao động vĩnh viễn hoặc là chết người).
- Ktn: là hệ số tai nạn.

Trường hợp tai nạn gây chết người:
{\displaystyle {\begin{aligned}K_{ts}={(1000n) \over N}\end{aligned}}}
Trong đó:
- n: Số tai nạn lao động tính cho một đơn vị, địa phương, ngành hoặc cho cả nước
- N: Tổng số người lao động tương ứng
- Kts: là hệ số tần suất tai nạn lao động chết người nếu n là số tai nạn lao động chết người.

### Bệnh nghề nghiệp
Bệnh nghề nghiệp là bệnh phát sinh do ảnh hưởng và tác động thường xuyên, kéo dài của các yếu tố có hại phát sinh trong sản xuất lên cơ thể người lao động. Đây là hiện trạng bệnh lý mang tính chất đặc trưng nghề nghiệp hoặc liên quan đến nghề nghiệp (Profession).

## Trang bị bảo hộ cá nhân
Việc trang bị cá nhân bảo hộ lao động cho các công nhân, kỹ sư là công việc cần được chú trọng nhằm giảm thiểu rủi ro tai nạn lao động tại các nhà máy, xí nghiệp.
Các sản phẩm đồng phục bảo hộ lao động phổ biến hiện nay:
- Quần áo bảo hộ: chống cháy, chống bám, chống thấm, chống axit, phản quang.
- Giày bảo hộ: gia cố bằng kim loại, bảo về đầu ngón chân, chống thấm nước.
- Mũ bảo hộ: chống va đập, chịu lực, bảo vệ vùng đầu.
- Kính bảo hộ: chống tia lửa, bảo về vùng mắt
- Găng tay bảo hộ: cách nhiệt, chống cháy, gồm găng tay kim loại và găng tay vải.
- Tai chống ồn: chống ô nhiễm âm thanh, âm thanh công suất lớn gây hại cho màng nhĩ.
- Mặt nạ bảo hộ: chống các tia lửa bắn vào mặt

## Vệ sinh lao động

### Các yếu tố vi khí hậu của môi trường lao động
Vi khí hậu bao gồm: Nhiệt độ không khí, độ ẩm, tốc độ gió và bức xạ nhiệt. 
a-Tiêu chuẩn cho phép:
- Cho từng yếu tố:
+ Nhiệt độ: không vượt quá 30oC nơi sản xuất không nóng quá 40oC, nhiệt độ chênh lệch ở nơi sản xuất ngoài trời từ 3 - 5 oC.
+ Độ ẩm tương đối từ 75%-85%
+ Tốc độ gió không quá 2 m/s.
+ Bức xạ nhiệt: nhỏ hơn hoặc bằng 1 calo/cm2/phút.
- Đánh giá tổng hợp:
Hiện nay vi khí hậu thường được đánh giá theo chỉ số nhiệt kế tam cầu (nhiệt độ khô, nhiệt độ ướt, và nhiệt độ cầu)
+ Khi có ánh sáng mặt trời, chỉ số nhiệt tam cầu bằng: 
0,7Tư + 0,2 Tc +0,1 Tk
Khi không có ánh sáng mặt trời, chỉ số nhiệt cầu bằng:
		0,7Tư + 0,3 Tc 
b- Những tác hại nghề nghiệp 
- Biến đổi sinh lý:
Tạo nhiệt: đó là quá trình oxy hoá các chất trong cơ thể tạo thành  protit cho 3,35 kcal/g, lipit cho 9,12 kcal/g ,Gluxit cho 4,12 kcal/g
Như C6H12O6 + 6 O2  6 CO2 +6 H2O +637,2 kcal
Thải nhiệt: cơ thể người có nhiệt độ hằng định ls 370 C (nhiệt độ trung bình), tim phổi là 380 C, gan la 39 – 40 0C
Nhiệt độ ngoại vi (nhiệt độ vỏ): ngực 350C, lưng 330C, trán 320C, môi 380C, trung bình là 320C
Khi lao động nhiệt sinh ra tăng 60-70%. Số nhiệt này một phần biến thành cơ năng, một phần thải ra ngoài theo 4 con đường:
+ Thải nhiệt bằng bức xạ 
+ Thải nhiệt bằng đối lưu 
+ Thải nhiệt bằng bay hơi 
+ Thải nhiệt bằng dẫn truyền
Khi nhiệt độ cơ thể tăng 10C trong quá trình lao động là cần được chú ý, khi tăng đến 20C là ngưỡng nguy hiểm, nó gây ra.
+ Mất nước và mồ hôi. Mồ hôi có thể mất tới 1,5 l/ giờ. Mất mồ hôi dẫn theo mất các chất ion như ion K, Na, Cl, và Các yếu tố môi trường lao động, cùng các vitamin. 
+ Ảnh hưởng đến tuần hoàn, hô hấp: khi lao động, lượng máu dồn lên các cơ có thể gấp 20 – 40 lần so với mức bình thường. Do phân huỷ nhiều glucogene nên chất độc hại trung gian sản sinh ra nhiều. Do mất nước nên thể tích máu giảm, tim phải làm việc tăng 125%, đồng thời hô hấp cũng tăng lên để cung cấp đủ lượng oxy cho cơ thể.
+ Ảnh hưởng đến thần kinh: Gây ra căng thẳng và phản xạ sẽ không chính xác.
- Ảnh hưởng của vi khí hậu đến sức khoẻ và bệnh tật:
Những biến đổi sinh lý quá ngưỡng với tính lặp lại nhiều lần và thời gian kéo dài sẽ làm ảnh hưởng xấu tới sức khoẻ và phát sinh bệnh nghề nghiệp hoặc bệnh mang tính nghề nghiệp.
+ Lao động ở nhiệt độ nóng sẽ gây thêm một số bệnh như bệnh thần kinh, bệnh tim mạch và bệnh ngoài da…
+ Lao động ở nhiệt độ lạnh dễ mắc các bệnh thấp khớp, viêm phổi, viêm đường hô hấp, gây khô niêm mạc gây nứt nẻ da, viêm thần kinh ngoại biên …
Bệnh say nóng do rối loạn điều hoà nhiệt nếu nhiệt độ tăng đến 400C – 410C, gây hôn mê, nếu không cứu chữa kịp thời sẽ gây tử vong.
Bệnh say nắng do làm việc ngoài trời, bức xạ cao.
Tia hồng ngoại làm đục nhân mắt và tia tử ngoại gây bệnh sạm da, thoái hoá các tổ chức của cơ thể…

### Phòng chống nhiễm độc trong lao động sản xuất
Cấp cứu
Đưa bệnh nhân ra khỏi nơi nhiễm độc, thay quần áo bị nhiễm độc, ủ ấm cho nạn nhân.
Cho ngay thuốc trợ tim, hay hô hấp nhân tạo, nếu bị bỏng do nhiệt phải cấp cứu bỏng, rửa da bằng xà phòng, nơi bị thấm chất độc kiềm, axit phải rửa ngay bằng nước sạch. • 
Nếu bệnh nhân bị nhiễm độc nặng đưa cấp cứu bệnh viện.
Biện pháp chung đề phòng về kỹ thuật
Cấm để thức ăn, thức uống và hút thuốc gần khu vực sản xuất.
Các hoá chất phải bảo quản trong thùng kín, phải có nhãn rõ ràng.
Chú ý công tác phòng cháy chữa cháy.
Tự động hoá quá trình sản xuất hoá chất.
Tổ chức hợp lý hoá quá trình sản xuất: bố trí riêng các bộ phận toả ra hơi độc, đặt ở cuối chiều gió. Phải thiết kế hệ thống thông gió hút hơi khí độc tại chỗ.
Dụng cụ phòng hộ cá nhân
Phải trang bị đủ dụng cụ bảo hộ lao động: mặt nạ phòng độc, găng tay, ủng, khẩu trang, v.v ................

## Hoạt động Phòng cháy chữa cháy
Phòng cháy chữa cháy: Là tổng hợp các biện pháp, giải pháp kỹ thuật nhằm loại trừ hoặc hạn chế đến mức thấp nhất các nguy cơ xảy ra cháy, nổ, đồng thời tạo những điều kiện thuận lợi, phù hợp đảm bảo cho công tác cứu người, cứu tài sản, chữa cháy, chống cháy lan hiệu quả và làm giảm đến mức thấp nhất các thiệt hại do cháy, nổ gây ra.